# Гревенкоп
Гревенкоп (нем. Grevenkop) — община в Германии, в земле Шлезвиг-Гольштейн. 
Входит в состав района Штайнбург. Подчиняется управлению Кремпермарш.  Население составляет 347 человек (на 31 декабря 2010 года). Занимает площадь 9,63 км².